# Eszter Mattioni
Eszter Mattioni (ur. 12 marca 1902 - zm. 17 marca 1993) – węgierska malarka.
Eszter urodziła się w 1902 roku w Szekszárdzie. W wieku 18 lat wyjechała do Budapesztu, gdzie rozpoczęła studia na Akademii Sztuk Pięknych. W 1926 skończyła studia po czym rozpoczęła karierę malarki. W ciągu następnych kilku lat jej prace uzyskały renomę, a ona sama ugruntowała swoją pozycję wśród ówczesnych malarzy otrzymując wiele nagród. Jej prace były licznie wystawiane w galeriach oraz na wystawach w wielu miastach Europy.
Pomiędzy 1931, a 1942 roku pracowała w grupie artystów tworzących jedną z największych węgierskich bohem artystycznych ówczesnych lat. W skład grupy wraz z Eszter wchodzili Vilmos Aba Novák, Károly Patkó, Emil Kelemen, Jenő Barcsay oraz Ernő Bánk.
W 1935 roku odbyła podróż do Włoch, gdzie poznała swojego przyszłego męża. W 1939 odbyła podróż po krajach skandynawskich, gdzie popularyzowała swoje prace wykorzystując zainteresowanie węgierską sztuką. W 1946 roku otrzymała tytuł członka stowarzyszenia artystycznego im. Pála Szinyei Mersego, w skład którego wchodzą największe osobistości węgierskiej sztuki.
Jej obraz pt. "Wiejska Panna Młoda" widnieje w jednej z galerii w Luwrze. Duża część jej dzieł została wystawiona w jej rodzinnym domu w Szekszárdzie.
Eszter Mattioni zmarła 17 marca 1993 roku w wieku 91 lat.